# Babarc, Baranya
Babarc (în germană Bawarz) este un sat în districtul Bóly, județul Baranya, Ungaria, având o populație de 781 de locuitori (2011).

## Demografie
Componența etnică a satului Babarc
     Maghiari (66,37%)
     Germani (26,85%)
     Romi (4,69%)
     Croați (1,4%)
     Necunoscut (0,3%)
     Români (0,4%)
     Alții (0,3%)
Componența confesională a satului Babarc
     Reformați (6,4%)
     Fără religie (3,2%)
     Luterani (1,66%)
     Necunoscută (88,73%)
     Alte religii (0,64%)
Conform recensământului din 2011, satul Babarc avea 781 de locuitori. Din punct de vedere etnic, majoritatea locuitorilor (66,37%) erau maghiari, existând și minorități de germani (26,85%), romi (4,69%) și croați (1,4%). Apartenența etnică nu este cunoscută în cazul a 0,3% din locuitori. Nu există o religie majoritară, locuitorii fiind reformați (6,4%), persoane fără religie (3,2%) și luterani (1,66%). Pentru 88,73% din locuitori nu este cunoscută apartenența confesională.